# Hieracium neglectipilosum
Hieracium neglectipilosum es una especie de planta con flor del género Hieracium, de la familia Asteraceae, orden Asterales.

## Distribución
Hieracium neglectipilosum se distribuye por Crimea.

## Taxonomía
Fue descrita científicamente por A. N. Sennikov.